# اکساکایا، گلباشی
اکساکایا، گلباشی (به لاتین: Akçakaya, Gölbaşı) یک منطقهٔ مسکونی در ترکیه است که در استان آدیامان واقع شده‌است.